# Kombinat Oberbekleidung Lößnitz
Der VEB Kombinat Oberbekleidung Lößnitz war ein Kombinat in der DDR mit Sitz in Lößnitz/Erzgebirge. Stammbetrieb des Kombinats war der VEB Lößnitzer Bekleidungswerke. Im Kombinat waren Betriebe zusammengefasst, die Oberbekleidung herstellten. Das Kombinat beschäftigte in den 1980er Jahren etwa 18.000 Personen. 1990 wurde das Kombinat aufgelöst, kaum einer der zugehörigen Betriebe wurde weitergeführt.

## Geschichte
Das Kombinat wurde 1980 gebildet und war dem Ministerium für Leichtindustrie direkt unterstellt. Es gab noch drei weitere Kombinate mit ähnlicher Ausrichtung mit Sitz in Berlin, Cottbus bzw. Erfurt, die vom Ministerium für Leichtindustrie zentral geleitet wurden. Weitere zentralgeleitete Kombinate der Leichtindustrie können in der Liste von Kombinaten der DDR eingesehen werden.
In den Betrieben des Kombinat Oberbekleidung Lößnitz wurde Oberbekleidung für Damen und Herren sowie für Kinder produziert. Ab 1984 war VEB Lößnitzer Bekleidungswerke Stammbetrieb des Kombinats. Das Kombinat war Leitbetrieb für Herrenmode in der DDR. Nach Auflösung des Kombinats 1990 wurde 1991 die Oberbekleidung Lößnitz AG i. A. als Rechtsnachfolger bis zur endgültigen Liquidation gebildet.

## Betriebe und Produkte

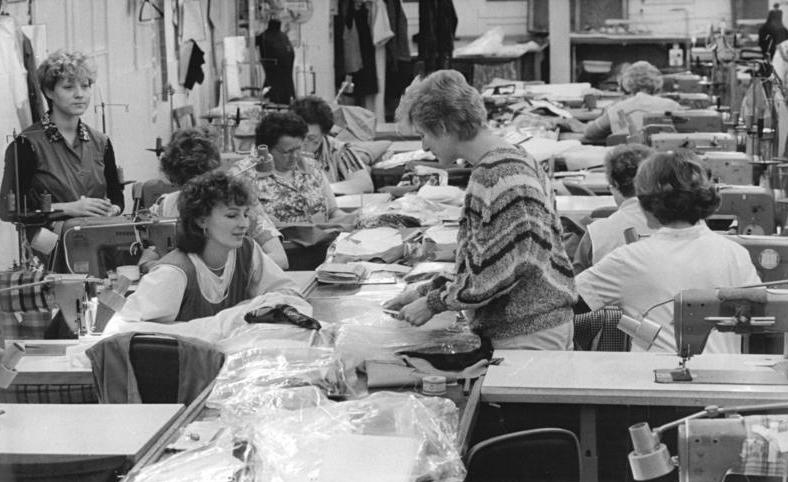
Produktion von „Jugendmode“ im VEB Leipziger Bekleidungswerke

Zu den Betrieben des Kombinats gehörten unter anderem:
- VEB Bekleidungswerk Zwickau, Zwickau-Neuplanitz – Produktion von Jeans der Marke „Goldfuchs“
- VEB Geri-Kleidung, Geringswalde
- VEB Herrenbekleidung Zschorlau, Zschorlau
- VEB Herrenhosen Hartenstein, Hartenstein
- VEB Hosenfabrik Mülsen, St. Micheln
- VEB Jugendmode Roßwein, Roßwein
- VEB Leipziger Bekleidungswerke „Vestis“, Leipzig
- VEB Lößnitzer Bekleidungswerke, Lößnitz, Stammbetrieb des Kombinats
- VEB Lößnitzer Bekleidungswerke, Werk II, Oelsnitz/Vogtl.
- VEB Lößnitzer Bekleidungswerke, Werk III in Zwönitz (vormals VEB Herrenbekleidung Zwönitz)
- VEB Lößnitzer Bekleidungswerke, Werk IV in Beutha

## Stammbetrieb
Die Aktiengesellschaft Lößnitzer Bekleidungswerk in Lößnitz wurde nach 1945 enteignet und in VEB Lößnitzer Bekleidungswerk umfirmiert. Ab 1952 unterstand der VEB der Vereinigung Volkseigener Betriebe (VVB) Herrenkonfektion, dann ab 1954 der VVB Konfektion und ab 1956 der Hauptverwaltung Bekleidung beim Ministerium für Leichtindustrie. 1958 wurde das Werk wieder der VVB Konfektion mit Sitz in Berlin unterstellt.
Die VEB Lößnitzer Bekleidungswerke stellten ab 1974 Jugendmode der Marke „Lößnitz 25“ her, die als erste in der DDR produzierte Bluejeans gilt. Die Zahl „25“ in der Marke bezieht sich auf den 25. Republikgeburtstag der DDR. Die Jeansanzüge wurden in hellblauer, dunkelblauer und roter Farbe produziert. 1974 wurden in Lößnitz 140.000 Jeanshosen und -jacken hergestellt, 1975 dann 277.000 und 1977 etwa 375.000 Stück. Trotz dieser Steigerungen reichte die Produktion nicht aus, die Nachfrage zu bedienen. Die Marke wurde 1978 in „El Pico“ umbenannt.
1980 wurde der Betrieb dem neugegründeten VEB Kombinat Oberbekleidung Lößnitz unterstellt, dessen Stammbetrieb der VEB von Januar 1984 bis Dezember 1989 war. Das Unternehmen wurde von der Treuhandanstalt 1990 in die Lößnitz-Kleidung GmbH, Sitz Lößnitz umgewandelt und bis 1996 liquidiert.